# Вера Неболсина
Вера Неболсина е руска шахматистка, гросмайстор за жени и бивша световна шампионка за девойки до 20 години.

## Биография
Неболсина е отгледана близо до Томск в западен Сибир, но днес семейстото ѝ живее в Новосибирск. Нейната майка Татяна показва на дъщеря си основните ходове в шахмата, когато е на четири години, както и други игри на дъска, като шашки и го. Вдъхновена да развива шахматните си умения, Неболсина е обучавана от баща си Валери (майстор по шахмат) и на шестгодишна възраст рускинята вече участва в официални турнири. Достатъчно по-добре подготвена от нейните връстници, тя често участва в съревнования от по-горна възрастова категория. Това ускорява нейното развитие и в резултат става шампионка на Русия при момичетата до осем години (когато е седемгодишна) и световна шампионка при момичетата до 10 години в Оропеса дел Мар (на осемгодишна възраст).
Когато става на дванайдесет години, Неболсина вече играе в Руската първа лига за жени, състезание от високо ниво. Следва най-високото постижение в кариерата ѝ, когато печели световното първенство за девойки до 20 години в Ереван през 2007 (едва на възраст от седемнайдесет години). Този резултат ѝ донася званието гросмайстор при жените. Преди това става международен майстор при жените през 2004 г.
Когато е запитвана в интервюта за стила ѝ на игра, Неболсина описва себе си като позиционен играч, който също може да бъде тактичен.